# Michael Ancher

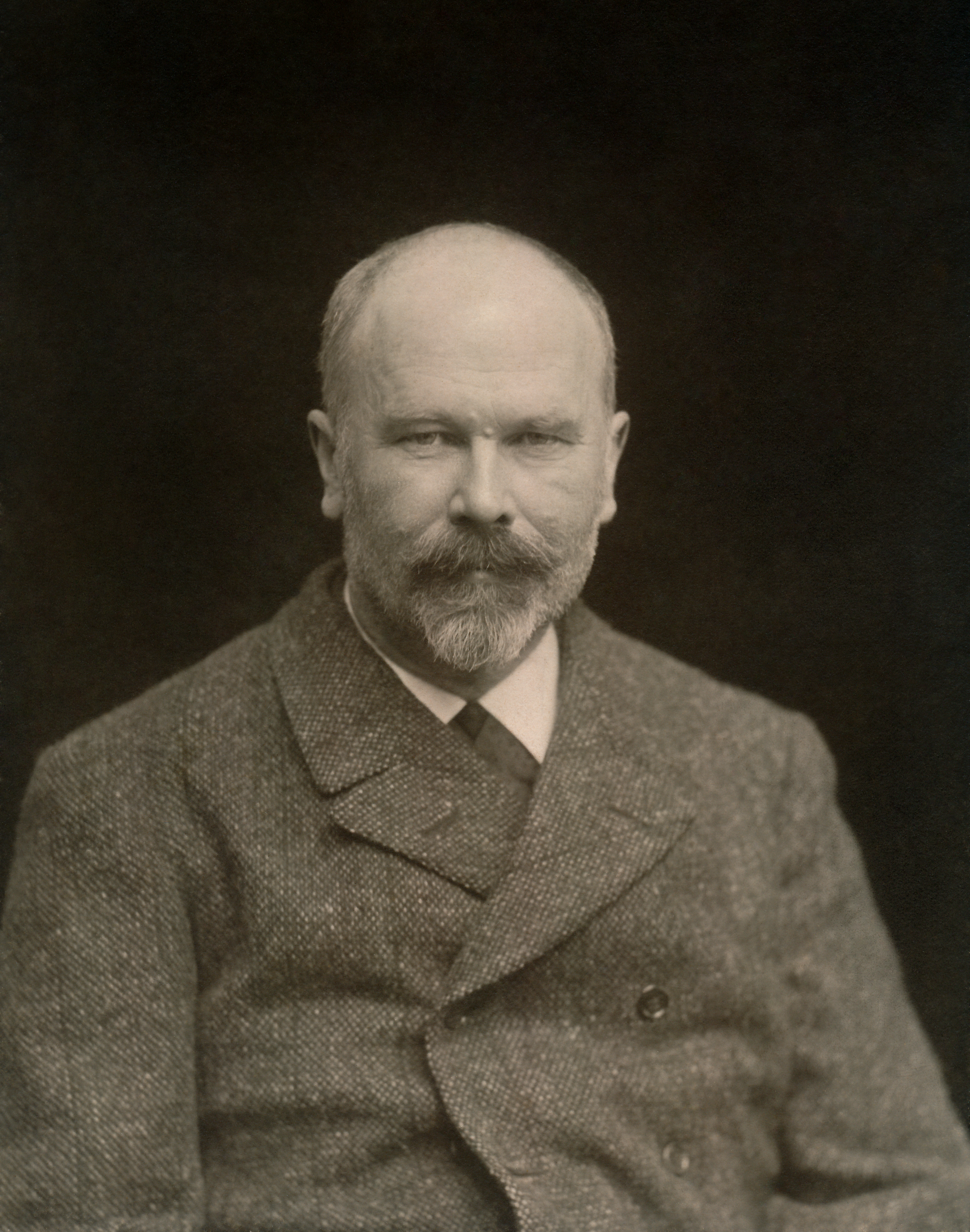
Michael Ancher

Michael Peter Ancher (* 9. Juni 1849 in Frigaard auf Bornholm; † 19. September 1927 in Skagen) war ein dänischer Maler des Impressionismus und ein Mitbegründer der Künstlerkolonie Skagen.

## Leben und Werk

Anna Ancher kehrt vom Feld zurück, 1902

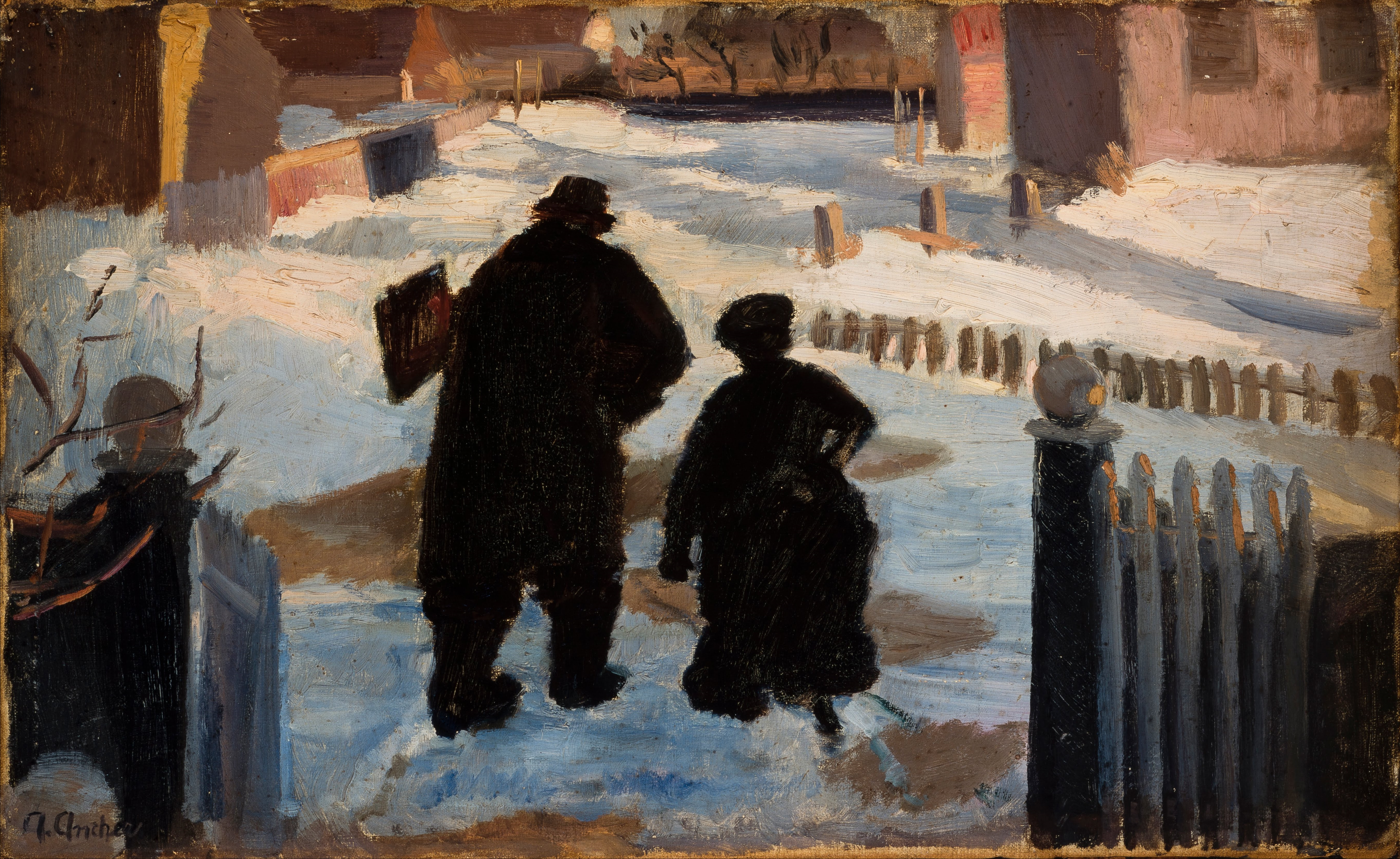
Anna Ancher: Michael Ancher auf dem Weg zu seinem Atelier, begleitet von Helene Christensen, 1888, Skagens Museum

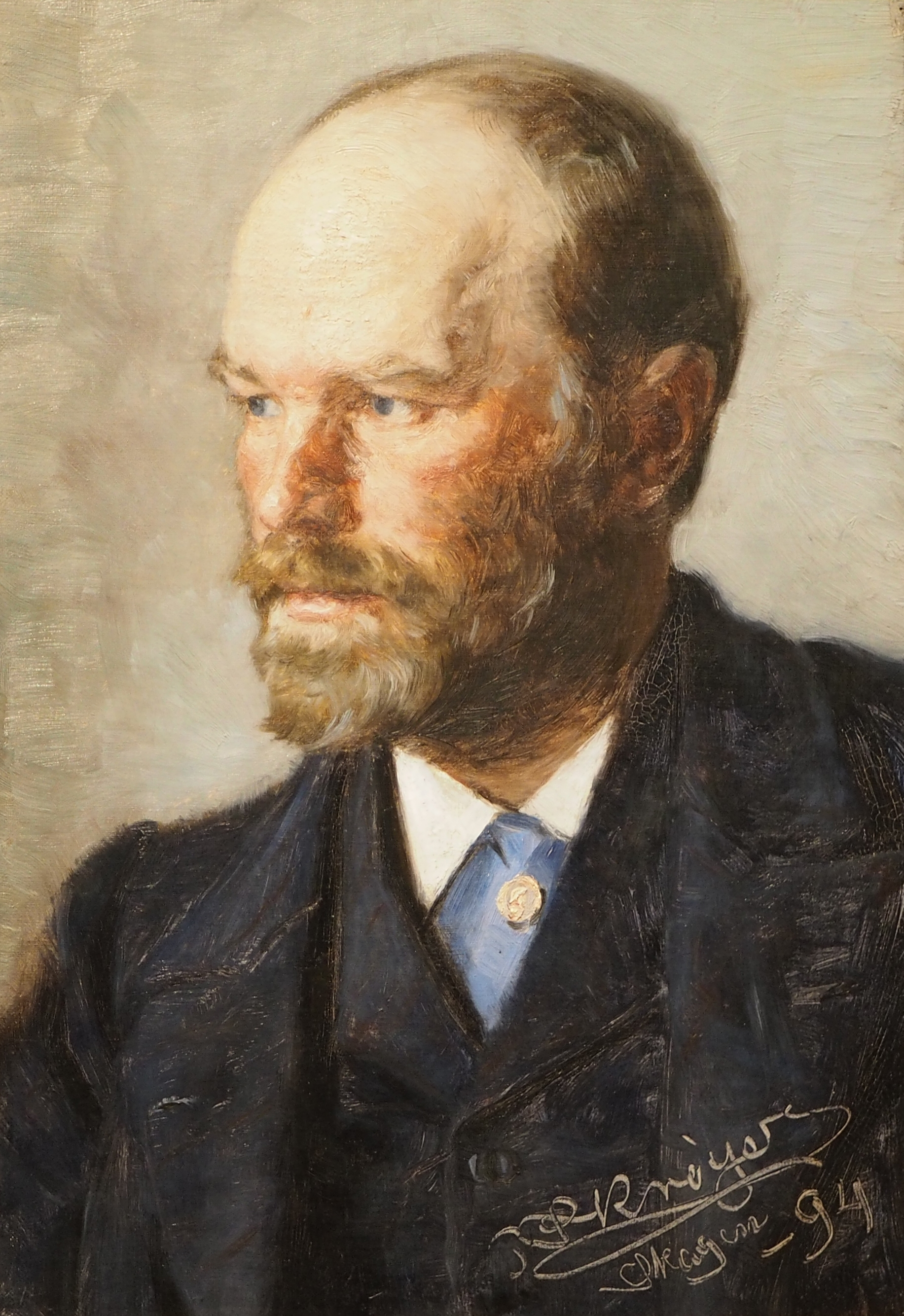
Michael Ancher gemalt von Peder Severin Krøyer

Der Sohn des Kaufmanns Hans Michael Ancher und der Ellen Elisabeth Munch übersiedelte 1870/71 nach Kopenhagen und besuchte dort zuerst die rechtswissenschaftliche Fakultät, sowie C. V. Nielsens Zeichenschule und dann die Königlich Dänische Kunstakademie. Ancher debütierte 1874 als Maler und unternahm längere Reisen, unter anderem nach Paris und Italien.
Nach einem ersten Besuch 1874 ließ sich Ancher in Skagen an der Nordspitze Dänemarks nieder. Gemeinsam mit seiner Frau, der Malerin Anna Ancher, die er 1880 geheiratet hatte, und anderen Freunden und Familienmitgliedern baute Ancher die Künstlergruppe der Skagen-Maler auf. Sie pflegte internationale Kontakte, blieb aber Skagen und seinen durch das Zusammentreffen von Nord- und Ostsee bedingten besonderen Lichtverhältnissen verpflichtet.
Der aus Norwegen stammende Maler Peder Severin Krøyer war sein Rivale, aber zugleich sein Freund.
Ancher sorgte schon zu Lebzeiten dafür, dass die Skagen-Maler am Ort ihrer Wirkungsstätte ein eigenes Museum erhielten. Auch sein eigenes Wohnhaus, Michael & Anna Anchers Hus, kann besichtigt werden; die Tochter Helga Ancher (1883–1964) wurde ebenfalls Malerin; sie vermachte ihr Elternhaus einer Museumsstiftung. 
Er verstarb im September 1927 in Skagen im Alter von 78 Jahren. Er liegt zusammen mit Anna Ancher auf dem Assistens Kirkegård in Skagen begraben, wo später auch die Tochter Helga ihre letzte Ruhestätte neben den Eltern fand.

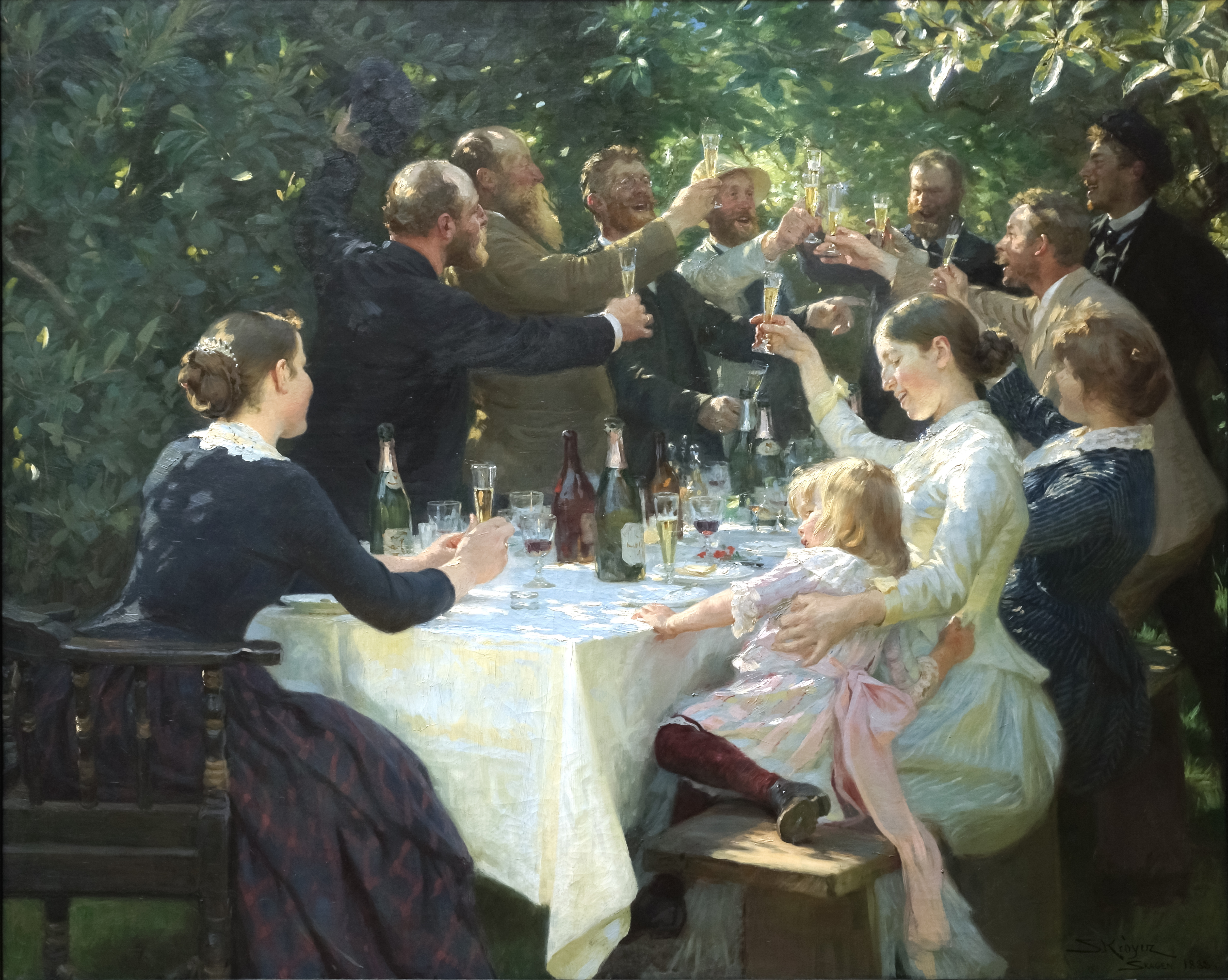
Hipp, hipp, hurra! Künstlerfest in Skagen, von P.S. Krøyer, Ancher ist der sechste von links.
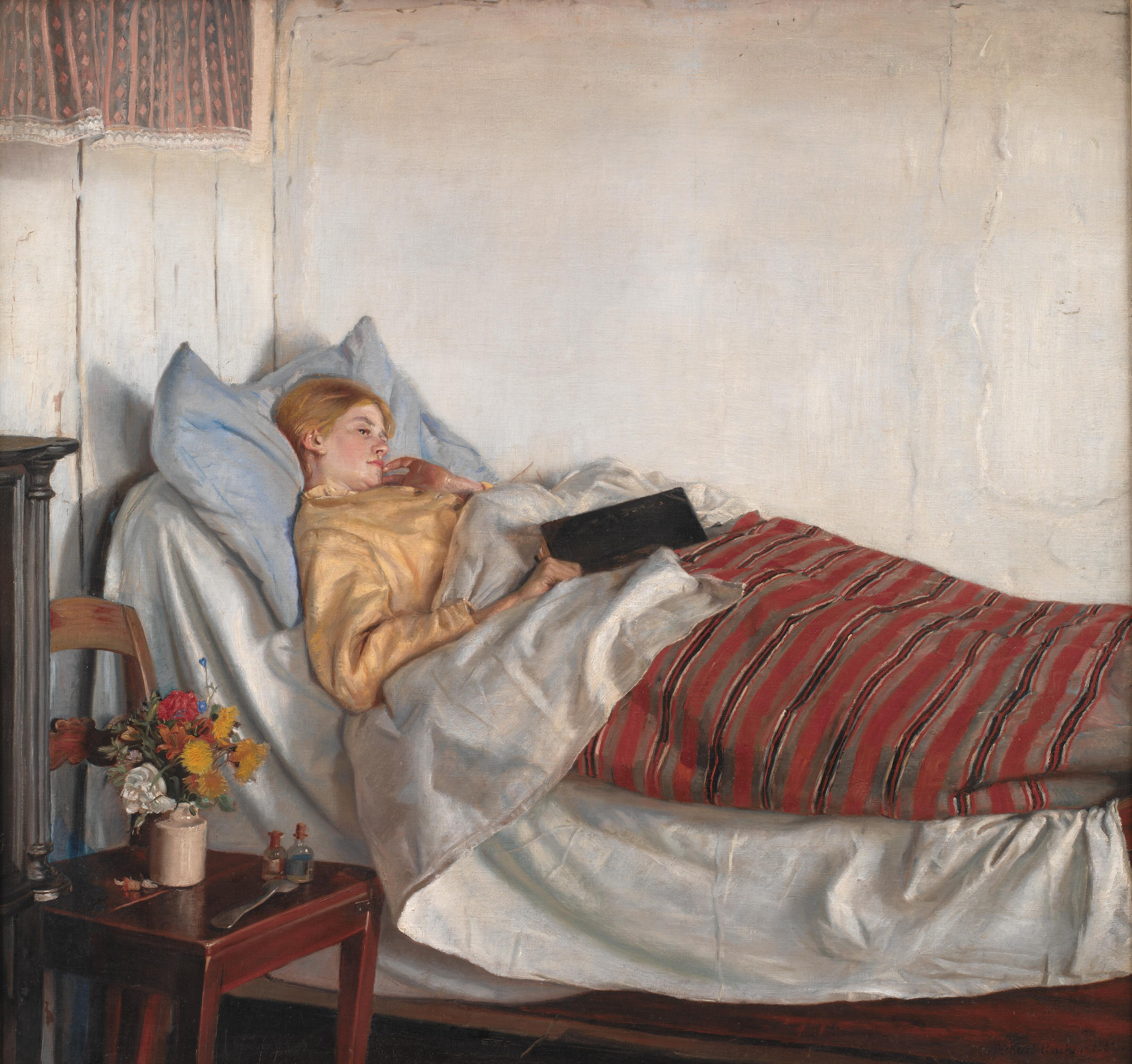
Das kranke Mädchen (Den syge pige), 1882